# Bellary (stad)
Bellary is een stad in het district Bellary van de Indiase staat Karnataka. 
De stad is de zetel van het rooms-katholieke bisdom Bellary. 

## Demografie
Volgens de Indiase volkstelling van 2001 wonen er 317.000 mensen in Bellary, waarvan 51% mannelijk en 49% vrouwelijk is. De plaats heeft een alfabetiseringsgraad van 65%. 